# ديفيد تومسون (لاعب كرة قدم أمريكية)
ديفيد تومسون (بالإنجليزية: David Thompson)‏ هو لاعب كرة قدم أمريكية أمريكي، ولد في 13 يناير 1975 في أوكمولغي في الولايات المتحدة.

## وصلات خارجية
- ديفيد تومسون على موقع مرجع كرة القدم المحترفة.كوم (الإنجليزية)